# K.u.k. Feldjäger
I  k.u.k. Feldjäger erano un corpo militare di fanteria dell'esercito comune dell'Impero austro-ungarico che originariamente apparteneva alla tipologia dei Jäger (cacciatori). Non vanno scambiati con gli omonimi Feldjäger, la polizia militare della Wehrmacht e della Bundeswehr in quanto non coprivano questa funzione.

## Storia

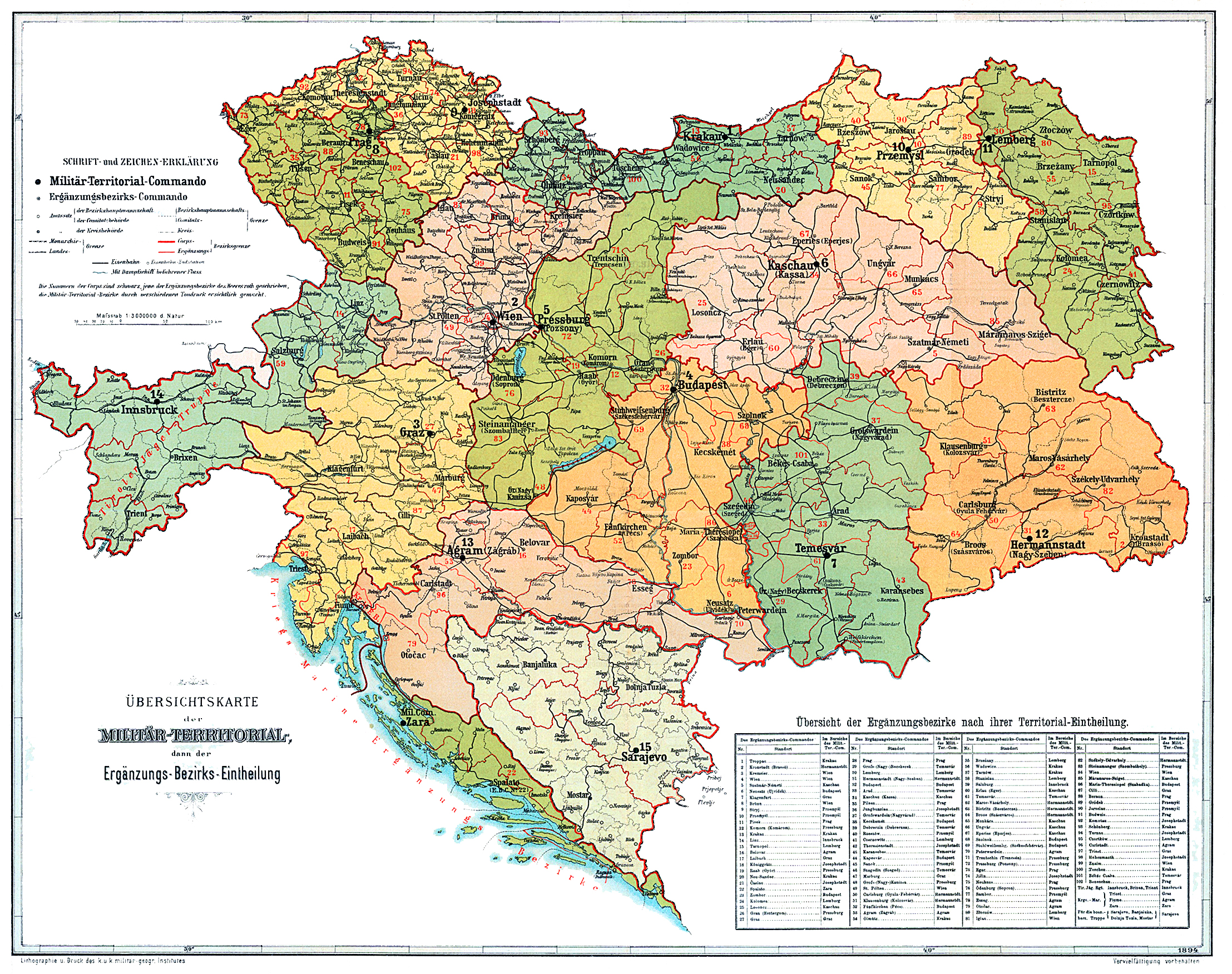
Le zone di reclutamento dell'esercito comune

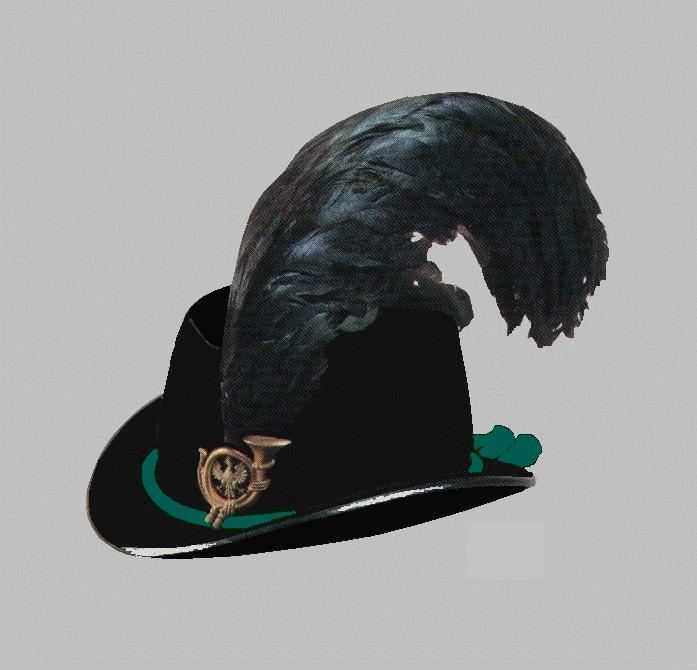
Jägerhut di parata in questo caso con il fregio dei Kaiserjäger

I primi reparti Jäger dell'esercito imperiale furono costituiti nel XVIII secolo durante la guerra dei sette anni. Si trattò di un corpo di volontari non strutturato, spesso cacciatori, e solo associato alle truppe regolari come lo furono anche i reparti di tiratori scelti del Tirolo. Da quest'ultimi fu formato nel 1778 durante la guerra di successione bavarese il corpo dei cacciatori e tiratori scelti del Tirolo (Tiroler Jäger- und Scharfschützenkorps) che comprendeva all'incirca 2.300 uomini. I soldati di questo corpo furono poi assegnati ad affiancare la fanteria di linea. Da questo momento i Jäger furono parte integrante dell'esercito imperiale.
Nel 1801 fu costituito dal corpo dei cacciatori e tiratori scelti del Tirolo il primo reggimento Jäger, il Tiroler Jägerregiment n. 64 denominato in seguito reggimento Tiroler Kaiserjäger dal quale nacquero nel 1895 i quattro reggimenti Tiroler Kaiserjäger. A fianco del reggimento Tirolese furono formati nel 1808 nove battaglioni autonomi Feldjäger numerati dal n. 1 al n. 9. Nel 1813 furono aggiunti altri tre battaglioni (n. 10-12) e dopo le rivoluzioni nell'impero austriaco e nel regno d'Ungheria il loro numero salì ulteriormente a 25 per raggiungere i 33 battaglioni nel 1866. Ogni battaglione era composto da 4 compagnie più una di complemento, quest'ultima dislocata nella zona di reclutamento del battaglione. In caso di guerra le 33 compagnie di complemento dovevano formare a loro volta 10 nuovi battaglioni. Ogni compagnia contava in tempo di pace 111 quelli di complemento 32 uomini che in guerra diventavano rispettivamente 240 e 232 uomini. Nel 1880 furono formati dalle compagnie di complemento altri sette battaglioni riducendo leggermente il numero di uomini di ogni compagnia, arrivando così al loro numero massimo di 40 battaglioni Feldjäger. Questo numero si ridusse già tre anni dopo a 32 battaglioni in seguito ad una riforma legislativa che portò ad un aumento del numero dei reggimenti di fanteria da 80 a 102, formati tra l'altro da questi otto battaglioni Jäger sciolti. Dall'autunno 1889 i reparti assunsero, come le altre unità dell'esercito comune, la denominazione k.u.k. Feldjäger.
Nello stesso anno i battaglioni n. 15 e 26, composti da uomini reclutati dall'Alta Austria e dal Salisburghese, furono trasformati in battaglioni Kaiserjäger per poter completare il reggimento Kaiserjäger che con la riforma legislativa del 1889 poteva disporre di più uomini. La stessa operazione fu ripetuta nel 1893 quando i battaglioni Feldjäger n. 3, 14, 18 e 27 furono aggregati al reggimento Kaiserjäger. Nel maggio 1899 Francesco Giuseppe dispose un aumento del numero dei battaglioni Feldjäger nell'arco di sei anni di ulteriori 17 unità, aumento che per mancanza di reclute non fu mai avviato. Solo nel 1903 fu formato da reclute della Bosnia-Erzegovina un battaglione Feldjäger bosniaco, il k.u.k. bosnisch-herzegowinisches Feldjägerbataillon al quale non fu però assegnato un numero di reparto.
Nel 1912 si decise di introdurre delle compagnie ciclisti in alcuni battaglioni Feldjäger. Per questo scopo si trasformò una compagnia dei battaglioni n. 11, 20, 24 e 29 in una compagnia ciclisti che disponeva di un reparto mitraglieri nella grandezza di un plotone e di due motociclisti. In caso di mobilitazione le compagnie mancanti nell'organico dei battaglioni dovevano essere ricostituite.

### Impegno e uniformi
Fino alla seconda metà dell'Ottocento i Feldjäger furono impegnati per svolgere specifici compiti, per esempio tendere agguati e attaccare obiettivi ristretti come gli ufficiali dell'avversario per interrompere le linee di comando del nemico. I loro impegno fu strettamente collegato al fatto che furono ottimi tiratori che utilizzavano fucili a canna rigata a differenza della fanteria in linea che all'epoca disponeva di fucili a canna liscia inoltre erano abituati ad operare in ordine sparso in piccoli gruppi, adattandosi anche alle condizioni dell'ambiente nel quale operavano. Con l'evolversi della tecnologia e l'introduzione di fucili a retrocarica a mono colpo e successivamente a ripetizione su larga scala nella fanteria, l'impegno della fanteria andava sempre più ad assomigliare quello dei Feldjäger e nel 1872 le istruzioni per l'ammaestramento tattico della fanteria e dei Jäger furono unificate.
Anche le uniformi furono standardizzate durante l'Ottocento. Fino al 1871 i Jäger, a differenza della fanteria comune, si distinguevano anche dal copricapo utilizzato, il cosiddetto Jägerhut, un cappello di feltro nero con un piumetto di penne nere di gallo e il fregio a forma di corno con al centro il numero di battaglione di appartenenza. Nel 1871 fu introdotta la cosiddetta Feldkappe anche per i Jäger e il Jägerhut portato solo per le parate.

## Struttura

### Ordinamento a fine giugno 1914
Prima dello scoppio della prima guerra mondiale le forze armate dell'Impero austro-ungarico disponevano di 29 battaglioni Feldjäger e di un battaglione di Feldjäger bosniaci. I battaglioni erano stanziati su tutto il territorio della monarchia asburgica. Solo nei territori di confine e oggi appartenenti all'Italia si trovavano 11 battaglioni dislocati.
| I. | II. |
| --- | --- |
| - k.u.k. Feldjägerbataillon n. 1 costituito nel 1808 composizione nazionalità: 62 % tedeschi - 36 % cechi - 2 % altri zona di reclutamento nel comando territoriale di: Josephstadt sede del battaglione: Tione assegnato alla: 16ª brigata - 8ª divisione - XIV Corpo d'Armata sede della compagnia di complemento: Terezín assegnato alla: 57ª brigata - 16ª divisione - IX Corpo d'Armata - k.u.k. Feldjägerbataillon n. 2 costituito nel 1808 composizione nazionalità: 26 % tedeschi - 74 % cechi zona di reclutamento nel comando territoriale di: Josephstadt sede del battaglione: Lienz assegnato alla: 122ª brigata - 8ª divisione - XIV Corpo d'Armata sede della compagnia di complemento: Hradec Králové assegnato alla: 20ª brigata - 10ª divisione - IX Corpo d'Armata - k.u.k. Feldjägerbataillon n. 3 costituito nel 1808 e assegnato nel 1893 ai Kaiserjäger vacante allo scoppio della prima guerra mondiale - k.u.k. Feldjägerbataillon n. 4 costituito nel 1808 composizione nazionalità: 77 % polacchi - 23 % altri zona di reclutamento nel comando territoriale di: Przemyśl sede del battaglione: Braunau am Inn assegnato alla: 6ª brigata - 3ª divisione - XIV Corpo d'Armata sede della compagnia di complemento: Rzeszów assegnato alla: 24ª brigata - 12ª divisione - III Corpo d'Armata - k.u.k. Feldjägerbataillon n. 5 costituito nel 1808 composizione nazionalità: 39 % tedeschi - 25 % cechi - 25 % polacchi - 11 % altri zona di reclutamento nel comando territoriale di: Cracovia sede del battaglione: Tarvisio assegnato alla: 12ª brigata - 6ª divisione - III Corpo d'Armata sede della compagnia di complemento: Olomouc assegnato alla: 9ª brigata - 5ª divisione - I Corpo d'Armata - k.u.k. Feldjägerbataillon n. 6 costituito nel 1808 composizione nazionalità: 30 % tedeschi - 69 % cechi - 1 % altri zona di reclutamento nel comando territoriale di: Cracovia e Praga sede del battaglione: Sillian assegnato alla: 122ª brigata - 8ª divisione - XIV Corpo d'Armata sede della compagnia di complemento: Plzeň assegnato alla: 37ª brigata - 19ª divisione - VIII Corpo d'Armata - k.u.k. Feldjägerbataillon n. 7 costituito nel 1808 composizione nazionalità: 85 % sloveni - 15 % altri zona di reclutamento nel comando territoriale di: Graz sede del battaglione: Canale d'Isonzo assegnato alla: 94ª brigata - 28ª divisione - III Corpo d'Armata sede della compagnia di complemento: Lubiana assegnato alla: 94ª brigata - 28ª divisione - III Corpo d'Armata - k.u.k. Feldjägerbataillon n. 8 costituito nel 1808 composizione nazionalità: 78 % tedeschi - 22 % altri zona di reclutamento nel comando territoriale di: Graz sede del battaglione: Villaco assegnato alla: 12ª brigata - 6ª divisione - III Corpo d'Armata sede della compagnia di complemento: Klagenfurt assegnato alla: 12ª brigata - 6ª divisione - III Corpo d'Armata - k.u.k. Feldjägerbataillon n. 9 costituito nel 1808 composizione nazionalità: 96 % tedeschi - 4 % altri zona di reclutamento nel comando territoriale di: Graz sede del battaglione: Kötschach assegnato alla: 12ª brigata - 6ª divisione - III Corpo d'Armata sede della compagnia di complemento: Graz assegnato alla: 11ª brigata - 6ª divisione - III Corpo d'Armata - k.u.k. Feldjägerbataillon n. 10 Kopal costituito nel 1813 composizione nazionalità: 98 % tedeschi - 2 % altri zona di reclutamento nel comando territoriale di: Vienna sede del battaglione: Vigo di Fassa assegnato alla: 15ª brigata - 8ª divisione - XIV Corpo d'Armata sede della compagnia di complemento: Sankt Pölten assegnato alla: 50ª brigata - 25ª divisione - II Corpo d'Armata - k.u.k. Feldjägerbataillon n. 11 costituito nel 1813 composizione nazionalità: 52 % tedeschi - 44 % ungheresi - 4 % altri zona di reclutamento nel comando territoriale di: Bratislava sede del battaglione: Gradisca assegnato alla: 56ª brigata - 28ª divisione - III Corpo d'Armata sede della compagnia di complemento: Győr assegnato alla: 65ª brigata - 33ª divisione - V Corpo d'Armata - k.u.k. Feldjägerbataillon n. 12 costituito nel 1813 composizione nazionalità: 32 % tedeschi - 67 % cechi - 1 % altri zona di reclutamento nel comando territoriale di: Josephstadt sede del battaglione: Innsbruck assegnato alla: 5ª brigata - 3ª divisione - XIV Corpo d'Armata sede della compagnia di complemento: Mladá Boleslav assegnato alla: 19ª brigata - 10ª divisione - IX Corpo d'Armata - k.u.k. Feldjägerbataillon n. 13 costituito nel 1849 composizione nazionalità: 47 % polacchi - 36 % ruteni - 17 % altri zona di reclutamento nel comando territoriale di: Cracovia sede del battaglione: Cavalese assegnato alla: 15ª brigata - 8ª divisione - XIV Corpo d'Armata sede della compagnia di complemento: Cracovia assegnato alla: 23ª brigata - 12ª divisione - I Corpo d'Armata - k.u.k. Feldjägerbataillon n. 14 costituito nel 1914 composizione nazionalità: 43 % polacchi - 47 % ruteni - 10 % altri zona di reclutamento nel comando territoriale di: Przemyśl sede del battaglione: Mezzolombardo assegnato alla: 16ª brigata - 8ª divisione - XIV Corpo d'Armata sede della compagnia di complemento: Przemyśl assegnato alla: 47ª brigata - 24ª divisione - X Corpo d'Armata - k.u.k. Feldjägerbataillon n. 15 assegnato nel 1890 ai Kaiserjäger vacante allo scoppio della prima guerra mondiale - k.u.k. Feldjägerbataillon n. 16 costituito nel 1849 composizione nazionalità: 56 % tedeschi - 34 % cechi - 10 % altri zona di reclutamento nel comando territoriale di: Przemyśl sede del battaglione: Levico assegnato alla: 16ª brigata - 8ª divisione - XIV Corpo d'Armata sede della compagnia di complemento: Opava assegnato alla: 10ª brigata - 5ª divisione - I Corpo d'Armata - k.u.k. Feldjägerbataillon n. 17 costituito nel 1849 composizione nazionalità: 36 % tedeschi - 63 % cechi - 1 % altri zona di reclutamento nel comando territoriale di: Vienna sede del battaglione: Judenburg assegnato alla: 12ª brigata - 6ª divisione - III Corpo d'Armata sede della compagnia di complemento: Brno assegnato alla: 8ª brigata - 4ª divisione - II Corpo d'Armata | - k.u.k. Feldjägerbataillon n. 18 costituito nel 1914 composizione nazionalità: 31 % polacchi - 59 % ruteni - 10 % altri zona di reclutamento nel comando territoriale di: Leopoli sede del battaglione: Trento assegnato alla: 16ª brigata - 8ª divisione - XIV Corpo d'Armata sede della compagnia di complemento: Leopoli assegnato alla: 22ª brigata - 11ª divisione - XI Corpo d'Armata - k.u.k. Feldjägerbataillon n. 19 costituito nel 1849 composizione nazionalità: 32 % ungheresi - 58 % slovacchi - 10 % altri zona di reclutamento nel comando territoriale di: Bratislava sede del battaglione: Klagenfurt assegnato alla: 12ª brigata - 6ª divisione - III Corpo d'Armata sede della compagnia di complemento: Komárom assegnato alla: 66ª brigata - 33ª divisione - V Corpo d'Armata - k.u.k. Feldjägerbataillon n. 20 costituito nel 1849 composizione nazionalità: 48 % sloveni - 31 % italiani - 21 % altri zona di reclutamento nel comando territoriale di: Graz sede del battaglione: Cormons assegnato alla: 56ª brigata - 28ª divisione - III Corpo d'Armata sede della compagnia di complemento: Trieste assegnato alla: 56ª brigata - 28ª divisione - III Corpo d'Armata - k.u.k. Feldjägerbataillon n. 21 costituito nel 1849 composizione nazionalità: 98 % tedeschi - 2 % altri zona di reclutamento nel comando territoriale di: Vienna sede del battaglione: Sremska Mitrovica assegnato alla: 14ª brigata - 7ª divisione - XIII Corpo d'Armata sede della compagnia di complemento: Vienna assegnato alla: 50ª brigata - 25ª divisione - I Corpo d'Armata - k.u.k. Feldjägerbataillon n. 22 costituito nel 1849 composizione nazionalità: 50 % tedeschi - 49 % cechi - 1 % altri zona di reclutamento nel comando territoriale di: Cracovia sede del battaglione: Borgo Valsugana assegnato alla: 16ª brigata - 8ª divisione - XIV Corpo d'Armata sede della compagnia di complemento: Eger assegnato alla: 18ª brigata - 9ª divisione - VIII Corpo d'Armata - k.u.k. Feldjägerbataillon n. 23 costituito nel 1848 composizione nazionalità: 28 % ungheresi - 68 % rumeni - 4 % altri zona di reclutamento nel comando territoriale di: Sibiu sede del battaglione: Pančevo assegnato alla: 68ª brigata - 34ª divisione - VII Corpo d'Armata sede della compagnia di complemento: Târgu Mureș assegnato alla: 70ª brigata - 35ª divisione - XII Corpo d'Armata - k.u.k. Feldjägerbataillon n. 24 costituito nel 1880 composizione nazionalità: 86 % ungheresi - 14 % altri zona di reclutamento nel comando territoriale di: Budapest sede del battaglione: Rovigno assegnato alla: 55ª brigata - 28ª divisione - III Corpo d'Armata sede della compagnia di complemento: Budapest assegnato alla: 61ª brigata - 31ª divisione - IV Corpo d'Armata - k.u.k. Feldjägerbataillon n. 25 costituito nel 1849 composizione nazionalità: 22 % tedeschi - 75 % cechi - 3 % altri zona di reclutamento nel comando territoriale di: Vienna sede del battaglione: Vienna assegnato alla: 49ª brigata - 25ª divisione - II Corpo d'Armata sede della compagnia di complemento: Brno assegnato alla: 8ª brigata - 4ª divisione - II Corpo d'Armata - k.u.k. Feldjägerbataillon n. 26 assegnato nel 1890 ai Kaiserjäger vacante allo scoppio della prima guerra mondiale - k.u.k. Feldjägerbataillon n. 27 costituito nel 1914 composizione nazionalità: 27 % ruteni - 54 % rumeni - 19 % altri zona di reclutamento nel comando territoriale di: Leopoli sede del battaglione: Hall in Tirol assegnato alla: 121ª brigata - 8ª divisione - XIV Corpo d'Armata sede della compagnia di complemento: Černivci assegnato alla: 59ª brigata - 30ª divisione - XI Corpo d'Armata - k.u.k. Feldjägerbataillon n. 28 costituito nel 1859 composizione nazionalità: 73 % rumeni - 27 % altri zona di reclutamento nel comando territoriale di: Timișoara sede del battaglione: Kovin assegnato alla: 68ª brigata - 34ª divisione - VII Corpo d'Armata sede della compagnia di complemento: Arad assegnato alla: 34ª brigata - 17ª divisione - VII Corpo d'Armata - k.u.k. Feldjägerbataillon n. 29 costituito nel 1859 composizione nazionalità: 29 % ungheresi- 67 % slovacchi - 4 % altri zona di reclutamento nel comando territoriale di: Budapest sede del battaglione: Monfalcone assegnato alla: 56ª brigata - 28ª divisione - III Corpo d'Armata sede della compagnia di complemento: Lučenec assegnato alla: 33ª brigata - 27ª divisione - VI Corpo d'Armata - k.u.k. Feldjägerbataillon n. 30 costituito nel 1859 composizione nazionalità: 70 % ruteni - 30 % altri zona di reclutamento nel comando territoriale di: Leopoli sede del battaglione: Steyr assegnato alla: 6ª brigata - 3ª divisione - XIV Corpo d'Armata sede della compagnia di complemento: Stanislaviv assegnato alla: 60ª brigata - 30ª divisione - XI Corpo d'Armata - k.u.k. Feldjägerbataillon n. 31 costituito nel 1859 composizione nazionalità: 95 % serbo-croati - 5 % altri zona di reclutamento nel comando territoriale di: Zagabria sede del battaglione: Bruck an der Mur assegnato alla: 11ª brigata - 6ª divisione - III Corpo d'Armata sede della compagnia di complemento: Zagabria assegnato alla: 72ª brigata - 36ª divisione - XIII Corpo d'Armata - k.u.k. Feldjägerbataillon n. 32 costituito nel 1859 composizione nazionalità: 74 % slovacchi - 26 % altri zona di reclutamento nel comando territoriale di: Košice sede del battaglione: Terebovlja assegnato alla: 60ª brigata - 30ª divisione - XI Corpo d'Armata sede della compagnia di complemento: Prešov assegnato alla: 54ª brigata - 27ª divisione - VI Corpo d'Armata - k.u.k. bosnisch-herzegowinisches Feldjägerbataillon costituito nel 1903 composizione nazionalità: 96 % serbo-croati - 4 % altri zona di reclutamento nel comando territoriale di: Sarajevo e Ragusa sede del battaglione: Bruck an der Leitha assegnato alla: 50ª brigata - 25ª divisione - II Corpo d'Armata sede della compagnia di complemento: Sarajevo assegnato alla: 10ª brigata da montagna - 48ª divisione - XV Corpo d'Armata |

### Ordinamento durante la Prima guerra mondiale

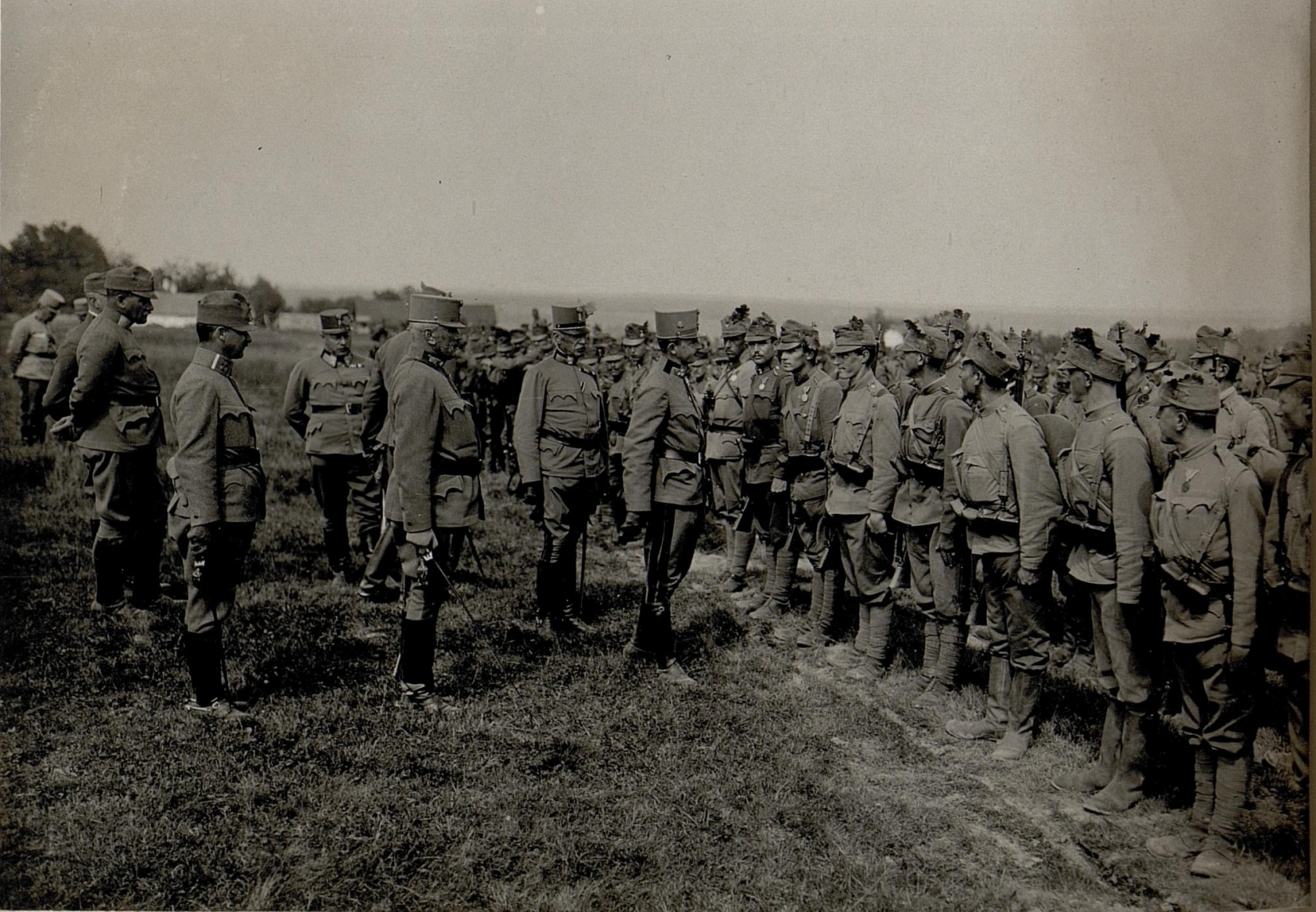
Il principe ereditario Carlo visita il battaglione Feldjäger n. 13 al fronte (1916)

Durante la Prima guerra mondiale il numero dei battaglioni Feldjäger aumentò. Già nell'autunno 1914 furono ricostituiti i tre battaglioni assegnati alla fine dell'Ottocento ai Kaiserjäger, arrivando così a 32 battaglioni numerati da 1 a 32. Un ulteriore battaglione fu formato alla fine dell'anno 1915 da truppe di complemento miste, le cosiddette compagnie di marcia (Marschkompanien). Fu nominato k.u.k. kombiniertes Feldjägerbataillon (battaglione Feldjäger combinato) ed era privo di numero.
Dalle quattro compagnie di Feldjäger ciclisti e da altre unità ciclistiche costituitosi nel frattempo fu formato nel 1915 il battaglione Jäger ciclisti (Radfahrer-Jägerbataillon) n. 1 e in seguito, con l'inquadramento di un battaglione ciclisti volontari, il battaglione Jäger ciclisti n. 2. Quest'ultimo fu più tardi trasformato in un reparto d'assalto e impegnato lungo il fiume Piave sul fronte italiano subendo pesanti perdite. Anche il primo battaglione fu appiedato nel 1916 e schierato nelle montagne intorno alla Valsugana.
Nel 1916 furono formati inoltre altre sette battaglioni di Feldjäger bosniaci dal n. 2 al n. 8. Al battaglione Feldjäger bosniaco già esistente fu assegnato il n. 1. Per la formazione di queste nuove truppe furono sciolti quattro battaglioni dei reggimenti di fanteria bosniaca e precisamente il quinto battaglione di ogni reggimento e aggiunto inoltre un battaglione di fanteria di fortezza.

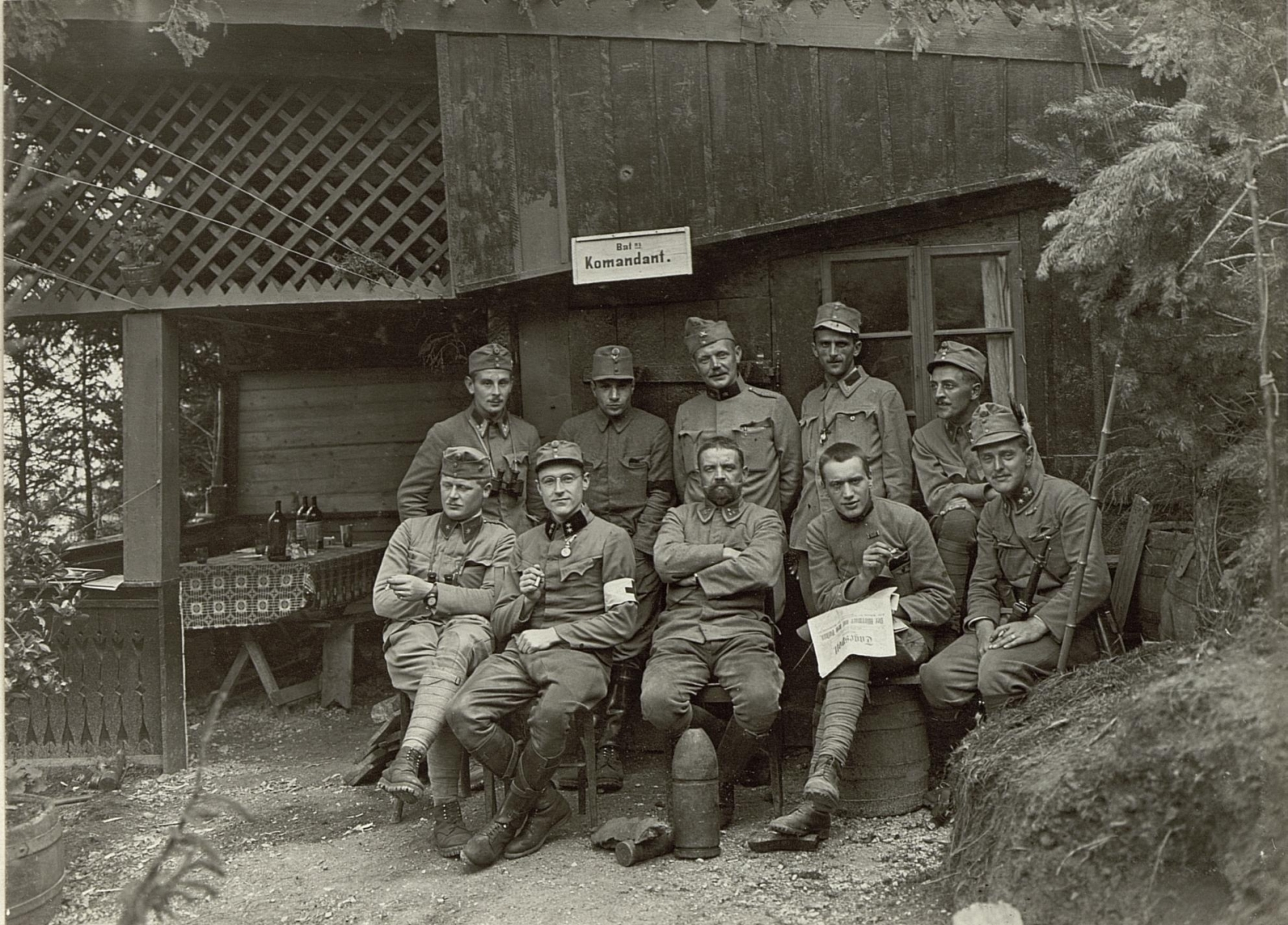
Comando del battaglione Feldjäger n. 20 durante la Prima guerra mondiale

- k.u.k. Feldjägerbataillone n. 3, 15, 18

ricostituiti nell'autunno 1914
- k.u.k. kombiniertes Feldjägerbataillon

costituito fine 1915
- k.u.k. Radfahr-Feldjägerbataillone n. 1 e 2

costituiti nel 1915
- k.u.k. bosnisch-herzegowinisches Feldjägerbataillone n. 2-8

costituiti nel 1916
All'inizio del 1918 furono sciolti quattro battaglioni bosniaci, precisamente i battaglioni n. 5-8, e il battaglione combinato. Tutti i restanti battaglioni Feldjäger rimasero in piedi fino al novembre 1918.